# Гудфелоуво дървесно кенгуру
Гудфелоувото дървесно кенгуру (Dendrolagus goodfellowi) е вид бозайник от семейство Кенгурови (Macropodidae). Видът е застрашен от изчезване.

## Разпространение и местообитание
Разпространен е в Индонезия и Папуа Нова Гвинея.